# Pascual Enguídanos Usach
Pascual Enguídanos Usach (Llíria, 13 de desembre de 1923 - 28 de març de 2006) va ser un escriptor valencià, considerat un dels clàssics europeus de la ciència-ficció i el degà de la ciència-ficció espanyola. Va escriure més de 335 novel·les.

## Biografia
Pascual Enguidanos va nàixer i viure a Llíria. A part de la seua faceta d'escriptor, va ser funcionari d'obres públiques fins a la seua jubilació. Actualment, és considerat el degà dels autors espanyols de ciència-ficció. Representa la primera generació de postguerra i potser és el de més èxit entre els autors de novel·la popular en la seua època. Si bé es va enquadrar inicialment en el que s'ha anomenat l'escola valenciana de ciència-ficció, des dels anys 60 se'l va començar a considerar en mitjans literaris del gènere com un dels escriptors espanyols de més abast. Va començar la seua carrera com a escriptor en les col·leccions d'Editorial Valenciana Comandos, Policía Montada o Western, mentre que després en l'Editorial Bruguera va col·laborar en Oeste, Servicio Secreto i La Conquista del Espacio. Amb el pseudònim de Van S. Smith o de George H. White, va publicar noranta-cinc novel·les dedicades al gènere. La seua reputació en la ciència-ficció espanyola dels anys cinquanta procedeix d'un estil àgil i de l'univers que va proposar. Cinquanta-quatre de les seues obres s'inscriuen en l'anomenada Saga de los Aznar, una autèntica "novel·la riu" adaptada al còmic en dues ocasions i que va rebre a Brussel·les el guardó a la millor sèrie europea ciència-ficció. La Saga va ser reescrita i ampliada en els anys 70 i ha estat objecte d'atenció i reedició. Actualment, és reivindicada per aficionats i autors que continuen la seua obra.
Enguídanos va proposar a l'editor de Valenciana una nova col·lecció dedicada a la ciència-ficció i per a la qual havia començat a escriure algunes obres. Aquest va ser l'inici de la històrica Luchadores del Espacio, joia de la ciència-ficció espanyola, publicada en la dècada dels cinquanta per l'Editorial Valenciana, en què la sèrie d'Enguídanos, La Saga de los Aznar, amb trenta-dues novel·les que van aparèixer entre 1953 i 1958, va constituir el cos central de la col·lecció. L'obra, que recordava a vegades l'estètica de Flash Gordon i la literatura del Coronel Ignotus, va ser reconeguda com la millor sèrie de ciència-ficció publicada a Europa (Convenció Europea de Ciència-ficció, Brussel·les, 1978).
Pascual Enguídanos va desaparèixer dels mitjans públics, i el fandom hi va perdre el contacte, fins que per diferents mitjans Javier Redal i Andrés Rodrigo, autors i membres significativament actius del món de la ciència-ficció espanyola, el van localitzar en la seua residència de Llíria, on vivia ja apartat de l'escriptura i ignorant de la repercussió de la seua obra. En la HispaCon de 1994, celebrada a Burjassot i dirigida per l'esmentat Andrés Rodrigo, Pascual Enguídanos va ser homenatjat com a convidat d'honor i va rebre, per primera vegada en molts anys, el reconeixement dels aficionats al gènere de tot Espanya.
També va ser homenatjat en el XXI Congrés Nacional de Fantasia i Ciència-ficció (HispaCon 2003) i durant la cerimònia de lliurament dels premis Ignotus li va ser concedit el premi Gabriel per la labor de tota una vida.

## Obres
Tot seguit hi ha la relació d'obres de Pascual Enguídanos Usach en la seua edició històrica o, si existeix, en edició actual.
La principal obra de Pascual Enguídanos Usach (George H. White) és, sens dubte, la sèrie coneguda pel nom genèric de la Saga de los Aznar. Aquesta sèrie va ser publicada originalment per Editorial Valenciana en dues èpoques, la primera part entre 1953 i 1958 (que acaba en la novel·la Lucha a muerte, tom 12), i la segona part entre 1973 i 1978, en la qual es van reescriure les primeres obres i es van afegir noves novel·les ja escrites en els anys setanta, i es va dotar així la històrica sèrie d'una inesperada continuació (toms 13 a 23).
En l'actualitat, la sèrie històrica ha estat recuperada per Editorial Silente, i sota la mirada estricta d'alguns dels seus lectors i estudiosos més fidels, en una acurada edició crítica que ha agrupat les obres en grups temàtics. Cada llibre té un pròleg i un estudi breu i notes, en el que constitueix un fenomen molt poc usual en la literatura de gènere, sobretot tenint en compte l'envergadura de l'obra estudiada.
L'edició del 50 aniversari consta de 25 toms, en els quals el tom 24 és un extra amb dues novel·les recuperades de la primera època (Dos mundos frente a frente) o situades fora de la seqüència principal de la trama (Robinsones cósmicos); el tom 25 és així mateix un tom extra que inclou dues novel·les de G. H. White amb presència inequívoca d'elements dramàtics de la Saga, però sense pertànyer-hi estrictament.
La Saga de los Aznar. Edición del Cincuentenario (1953- 2003), de George H. White. Silente.

Premi a la millor sèrie europea de ciència-ficció, Eurocon Brussel·les, 1978.
- Tom 1r Los hombres de Venus, El planeta misterioso, Cerebros electrónicos. ISBN 84-95820-30-7
- Tom 2n La horda amarilla, Policía sideral, La abominable Bestia Gris. ISBN 84-95820-31-5
- Tom 3r La conquista de un Imperio, El reino de las tinieblas. ISBN 84-95820-38-2
- Tom 4t Salida hacia la Tierra, Venimos a destruir el mundo y Guerra de autómatas. ISBN 84-95820-40-4
- Tom 5è ¡Redención no contesta!, Mando siniestro, División X. ISBN 84-95820-07-2
- Tom 6è Invasión nahumita, Mares Tenebrosos. ISBN 84-95820-08-0
- Tom 7è Contra el Imperio de Nahúm y La Guerra Verde. ISBN 84-95820-11-0
- Tom 8è Motín en Valera y El enigma de los Hombres Planta. ISBN 84-95820-12-9
- Tom 9è El azote de la humanidad - El coloso en rebeldía- La Bestia capitula. ISBN 84-95820-16-1
- Tom 10è ¡Luz sólida! - Hombres de titanio- Ha muerto el Sol. ISBN 84-95820-17-X
- Tom 11è Exilados de la Tierra- El imperio milenario. ISBN 84-95820-23-4
- Tom 12è Regreso a la patria.- Lucha a muerte. ISBN 84-95820-24-2
- Tom 13è Universo remoto - Tierra de titanes. ISBN  84-95820-28-5
- Tom 14è El ángel de la muerte - Los nuevos brujos. ISBN  84-95820-29-3
- Tom 15è Conquistaremos la Tierra - Puente de mando. ISBN  84-95820-36-6
- Tom 16è Viajeros en el tiempo - Vinieron del futuro. ISBN  84-95820-37-4
- Tom 17è Al otro lado del Universo - El planetillo furioso - El ejército fantasma. ISBN  84-95820-41-2
- Tom 18è ¡Antimateria! - La otra Tierra. ISBN  84-95820-42-0
- Tom 19è Un millón de años - La rebelión de los robots. ISBN 84-95820-54-4
- Tom 20è Supervivencia - ¡Thorbod, la raza maldita!. ISBN  84-95820-55-2
- Tom 21è El retorno de los dioses - La Tierra después. ISBN 84-95820-62-5
- Tom 22è Los últimos de Atolón - Guerra de autoplanetas. ISBN 84-95820-63-3
- Tom 23è La civilización perdida- Horizontes sin fin - El refugio de los dioses. ISBN 84-95820-64-1
- Extra: Tom 24è Robinsones cósmicos - Dos mundos frente a frente ISBN 84-95820-65-X
- Extra: Tom 25è EL Atom S-2 - Embajador en Venus ISBN 84-95820-73-0
- Extra: Tom 26è Y el mundo tembló - La gran aventura - Piratería sideral (Trilogía de Finan). ISBN 84-95820-95-1

## Altres obres de Pascual Enguídanos

### Novel·les soltes
Totes aquestes novel·les, juntament amb les minisèries relacionades a part, són les obres que Pascual Enguídanos va publicar sense relació (almenys directa) amb La Saga de los Aznar. La numeració d'aquest llistat es correspon amb la seua primera publicació en els anys cinquanta, i no s'hi inclouen les poques reedicions que van tenir lloc durant la segona etapa de Luchadores del Espacio dels anys setanta.
Com a George H. White
- Rumbo a lo desconocido, Luchadores del Espacio núm. 9
- Muerte en la estratosfera, Luchadores del Espacio núm. 27
- El Atom S-2, Luchadores del Espacio núm. 56
- Llegó de lejos, Luchadores del Espacio núm. 69
- Ellos están aquí, Luchadores del Espacio núm. 81
- ¡Piedad para la Tierra! Luchadores del Espacio núm. 85

Com a Van S. Smith
- Cita en la Luna, Luchadores del Espacio núm. 140
- Nosotros, los marcianos, Luchadores del Espacio núm. 144
- Embajador en Venus, Luchadores del Espacio núm. 147
- Las huellas conducen... al Infierno, Luchadores del Espacio núm. 157
- Extraños en la Tierra, Luchadores del Espacio núm. 163
- Después de la hora final, Luchadores del Espacio núm. 171
- Las estrellas amenazan, Luchadores del Espacio núm. 146
- Un mensaje en el espacio, Luchadores del Espacio núm. 182
- El extraño viaje del doctor Main, Luchadores del Espacio núm. 186
- Venus llama a la Tierra, Luchadores del Espacio núm. 187
- El nuevo poder, Luchadores del Espacio núm. 192
- Luna ensangrentada, Luchadores del Espacio núm. 198
- El día que descubrimos la Tierra, Luchadores del Espacio núm. 221
- Hombres en Marte, Luchadores del Espacio núm. 232
- La momia de acero, Luchadores del Espacio núm. 234 (i últim de la col·lecció)

### Treballs per a l'Editorial Bruguera
- Intrusos siderales, La Conquista del Espacio núm. 57

### Minisèries
- Trilogía de Finan

Y el mundo tembló, Luchadores del Espacio núm. 210
La gran aventura, Luchadores del Espacio núm. 211
Piratería sideral, Luchadores del Espacio núm. 212
- Sèrie Bevington

La locura de Bevington, Luchadores del Espacio núm. 202
El planetoide maldito, Luchadores del Espacio núm. 203
- Sèrie Intrusos Siderals

Intrusos siderales, Luchadores del Espacio núm. 195
Diablos en la ionosfera, Luchadores del Espacio núm. 199
- Trilogia Heredó un mundo

Heredó un mundo, Luchadores del Espacio núm. 71
Desterrados en Venus, Luchadores del Espacio núm. 72
La legión del espacio, Luchadores del Espacio núm. 73
- Sèrie Más allá del Sol

Extraño visitante, Luchadores del Espacio núm. 60
Más allá del sol, Luchadores del Espacio núm. 61
Marte, el enigmático, Luchadores del Espacio núm. 64
¡Atención... platillos volantes! Luchadores del Espacio núm. 65
Raza Diabólica, Luchadores del Espacio núm. 66